# James Leith
James Leith, né le 8 août 1763 à Leith Hall en Écosse et mort le 16 octobre 1816 à la Barbade, est un militaire écossais ayant servi dans l'armée britannique.

## Biographie
Il participe aux guerres contre la France révolutionnaire (Siège de Toulon (1793)) et impériale, notamment dans la péninsule Ibérique où il commande la 5e division de l'armée anglo-portugaise du marquis de Wellington.. De 1809 à 1813, il se distingue ainsi aux batailles de la Corogne, Buçaco et des Arapiles ainsi qu'aux sièges de Badajoz et de Saint-Sébastien.
En 1814, Sir James Leith devient Gouverneurs des Îles-sous-le-Vent britanniques puis le 10 mai 1815, également Gouverneur de la Barbade.
Durant les Cent-Jours, la Guadeloupe est divisée en trois, le courant monarchique du gouverneur Charles Alexandre Léon Durand de Linois, le courant bonapartiste du gouverneur en second Eugène Édouard Boyer de Peyreleau et le courant britannique (des planteurs militants). En secret, les planteurs contactent Leith à Antigua mais il reste indécis. Le 6 juin 1815, la Guadeloupe est en état de siège.
Le 3 août 1815, Linois est informé de la proclamation de Leith annonçant la chute de Napoléon à la suite de la bataille de Waterloo et son arrivée prochaine en Guadeloupe. Leith et ses troupes débarquent à Capesterre-Belle-Eau et rencontrent peu de résistance. Le 9 août, Linois et ses troupes sont encerclés au morne Houël. Linois et Boyer de Peyreleau capitulent le 10 août. Le 11, Leith se déclare gouverneur provisoire. Il essaiera d'imposer la paix en dissolvant les milices et en demandant à la population de déposer les armes. Il fait élire un nouveau Conseil Privé, composé de purs royalistes, dirigé par Louis Butel de Montgai et fait juger les bonapartistes que l’on déporte. Malgré une certaine résistance au début, il finira par être apprécié,.
Le 24 juillet 1816, James Leith remet officiellement la Guadeloupe à Antoine Philippe de Lardenois de Ville.
Le 10 octobre, il contracte la fievre jaune et meurt le 16 à la Barbade. Il est inhumé à l'Abbaye de Westminster le 15 mars 1817.